# Фесенко Володимир Васильович
Володимир Васильович Фесенко (4 жовтня 1953, с. Нижні Станівці Чернівецької області, УРСР, СРСР) — український режисер-документаліст. Член Національної спілки кінематографістів України.

## Життєпис
Закінчив КНУ ім. Шевченка (1975) та Київський інститут театрального мистецтва (1984).
1984—2004 — асистент режисера, режисер-постановник кіностудії Довженка.
2004—2007 — керівник навчальної відеостудії та викладач НАУКМА.
2007—2012 — головний редактор редакції телепрограм «Агентство Чорнобильінтерінформ».
з 2013 — приватний підприємець.

## Фільмографія
- «Контрудар» (1985, асистент режисера)

### Короткометражні ігрові
- «Прихованою камерою» (2 ч.), 1983 р., кіностудія імені Олександра Довженка,
- «Чудова шістка» (2 ч.), 1984 р., кіностудія імені Олександра Довженка;
- «Малорос-європеєць» (3 ч.), 1991 р., Національний культурно-виробничий центр «Рось».

### Повнометражні ігрові
- «Химери зеленого літа», 1989 р., кіностудія імені Олександра Довженка;
- «Іван та кобила», 1992 р., Національний культурно-виробничий центр «Рось».

### Документальні та просвітницькі
- «Саме той ВУЗ» (2 ч.), 1990 р., Національний культурно-виробничий центр «Рось»;
- «Батурин» (30 хв.), 1993 р., «Галичина-фільм»;
- «Коломия-просвіта-відродження» (40 хв.), 1994 р., Відеоцентр «Просвіта»;
- «Кинути зерно» (20 хв.), 1994 р. (власне продюсування);
- «На зимових святах у Верховині» (47 хв.), 1995 р. (власне продюсування);
- «Гуцульське весілля» (45 хв.), 1999 р. (власне продюсування);
- «Зелена толока» (20 хв.), 1995 р., (ЕКОФІЛЬМ);
- "Операція «Едельвейс» (20 хв.), 1996 р., (ЕКОФІЛЬМ);
- «Ліси Карпат» (50 хв.), 1998 р., (ЕКОФІЛЬМ);
- «Згар» (20 хв.), 1998 р., (ЕКОФІЛЬМ);
- «Великі проблеми малої річки Бистриївки» (20 хв.), 2000 р. (ЕКОФІЛЬМ);
- «Повінь на Закарпатті» (30 хв.), 1999 р. (Агентство «Чорнобильінтерінформ»);
- «Підготовчий факультет КНУ» (10 хв.), 2001 р. (Агентство «Чорнобильінтерінформ»);
- «Відроджений Калитянський» (20 хв.), 2002 р. (ЕКОФІЛЬМ);
- «Зелений пояс Чернівців» (20 хв.), 2003 р. (ЕКОФІЛЬМ);
- «Магістерська програма з економічної теорії НаУКМА» (15 хв.), 2004 р. (телестудія Могилянської школи журналістики);
- «Програма, що об'єднує світ» (18 хв.), 2004 р. (телестудія Могилянської школи журналістики);
- «Малі річки України» (45 хв.), 2005 р. (телестудія Могилянської школи журналістики);
- «Час плинний…» (10 хв.), 2005 р. (телестудія Могилянської школи журналістики);
- «Українські німці» (30 хв.), 2006 р. (телестудія Могилянської школи журналістики та Гете-інститут у Києві) — 2 місце у телеконкурсі «Багато націй — один народ» у межах третього телефестивалю «Відкрий Україну» (2008 р.);
- «Спаяні любов'ю» (25 хв.), 2007 р. (Агентство «Чорнобильінтерінформ») — диплом міжнародного кінофестивалю «Кінотур»(2007 р.);
- «Вони рятують світ» (37 хв.), 2010 р. (Агентство «Чорнобильінтерінформ»);
- «Приязна адміністрація» (15 хв.), 2011 р. (Агентство «Чорнобильінтерінформ»);
- «Жінки Чорнобиля» (разом з Миколою Бурносом) (18 хв.) — диплом міжнародного кінофестивалю «Золотий витязь (2011 р.)»;
- «Каяття» (26 хв.) 2011 р. (Агентство «Чорнобильінтерінформ»);
- «Чорнобиль — наш довічний біль» (32 хв.) 2012 р.;
- «Ті, хто рятує Київ» (19 хв.) 2014 р. (ЕКОФІЛЬМ) (разом з Миколою Бурносом)

### Навчальні
- «Техніка інтерв'ю та прес-конференції» (56 хв.), 2003 р. (телестудія Могилянської школи журналістики);
- «Журналістське розслідування» (35 хв.), 2003 р. (телестудія Могилянської школи журналістики).